# Oktober 2003
Portal Geschichte | Portal Biografien | Aktuelle Ereignisse | Jahreskalender | Tagesartikel

◄ |
20. Jahrhundert |
21. Jahrhundert

◄ |
1970er |
1980er |
1990er |
2000er
| 2010er | 2020er | 2030er | ►

◄ |
1999 |
2000 |
2001 |
2002 |
2003
| 2004 | 2005 | 2006 | 2007 | ►

◄ |
Juli 2003 |
August 2003 |
September 2003 |
Oktober 2003 |
November 2003 |
Dezember 2003 |
Januar 2004 |
►
Dieser Artikel behandelt tagesbezogene Nachrichten und Ereignisse im Oktober 2003.

## Tagesgeschehen

### Mittwoch, 1. Oktober 2003
- Brüssel/Belgien: Der Präsident der Kommission der Europäischen Union Romano Prodi stellt den Fahrplan des Wirtschaftsförderungsprogramms „Europäische Initiative für Wachstum“ vor. Hauptpunkte sind die Förderung des Verkehrswesens sowie des Bereichs Forschung und Entwicklung.[1]
- Paris/Frankreich: Die Organisation für Erziehung, Wissenschaft und Kultur der Vereinten Nationen nimmt die Vereinigten Staaten nach 18-jähriger Unterbrechung wieder als Mitglied auf. Die letztmalige Mitgliedschaft des Landes endete wegen Unstimmigkeiten über den Einsatzzweck des Etats der Organisation auf Wunsch der Vereinigten Staaten.[2][3]

### Donnerstag, 2. Oktober 2003
- Kirkuk/Irak: Vor einem Waschsalon in der nordirakischen Stadt sprengen sich am Abend zwei jugendliche Selbstmordattentäter in die Luft. Außer den beiden wird niemand geschädigt. Der Waschsalon ist bei Soldaten der United States Army beliebt.
- Nyŏngbyŏn/Nordkorea: Die Kerntechnische Anlage Nyŏngbyŏn besitzt 8.000 aufbereitete Brennstäbe. Damit sei das Land in der Lage, so staatliche Medien, Atombomben herzustellen. Diese sollen die Vereinigten Staaten von einer Invasion abhalten.
- Stockholm/Schweden: Der Nobelpreis für Literatur geht in diesem Jahr an den südafrikanischen Schriftsteller John Maxwell Coetzee. Dies verkündet die Königliche Schwedische Akademie. Eines seiner bekanntesten Werke ist der Roman Schande über gesellschaftliche Zustände in seinem Heimatland nach dem Ende der Bevorzugung der europiden Minderheit.[4]

### Freitag, 3. Oktober 2003
- Las Vegas/Vereinigte Staaten: Während einer Show im Hotel Mirage attackiert ein siebenjähriger Tiger namens Montecore, der zum ersten Mal Teil der Aufführung ist, Roy Horn vom Dompteur-Duo Siegfried und Roy, sodass der Künstler schwerverletzt in ein Hospital eingeliefert werden muss.
- Midsayap/Philippinen: In Midsayap im Süden der Philippinen wurde eine Handgranate auf eine Moschee geworfen. Dabei kamen vier Menschen ums Leben, über 30 wurden verletzt.
- Pakistan: Pakistan hat eine atomwaffenfähige Kurzstreckenrakete getestet. Mit dieser kann auch das verfeindete Nachbarland Indien erreicht werden.

### Samstag, 4. Oktober 2003
- Haifa/Israel: In der nordisraelischen Stadt Haifa sprengte sich eine 27-jährige Palästinenserin in einem Restaurant in die Luft. Neben ihr starben 19 weitere Menschen, über 50 wurden verletzt. Die Terrororganisation Islamischer Dschihad bekannte sich zu dem Anschlag. Führende israelische Politiker kündigten Vergeltung an.
- Oman: In Oman finden erstmals allgemeine Wahlen statt, bei denen auch Frauen wahlberechtigt sind.

### Sonntag, 5. Oktober 2003
- China: Nach starken Regenfällen sind im Norden Chinas Hunderttausende Menschen von einer Flutkatastrophe bedroht. Der Gelbe Fluss und seine Nebenarme drohen über die Ufer zu treten.
- Syrien: Als Vergeltung für den Terroranschlag vom Vortag griff die israelische Luftwaffe ein Ausbildungs-Lager des Islamischen Dschihad in Syrien an.
- Tschetschenien/Russland: Bei den Präsidentschaftswahlen in Tschetschenien erhält der moskautreue Kandidat Achmat Kadyrow 81 % der Stimmen. Die Wahl wurde von Beobachtern kritisiert, da sie nicht westlichen Standards entspräche.

### Montag, 6. Oktober 2003
- Berlin/Deutschland: Die LKW-Maut wird nach Aussage von Bundesverkehrsminister Manfred Stolpe (SPD) erst Anfang 2004 starten, aber mit dem Beginn des Probebetriebs sei in Kürze zu rechnen. Ob das Betreiberkonsortium Toll Collect für die entstehenden Ausfälle von etwa 140 Mio. Euro pro Monat aufkommen muss, ist weiterhin unklar.
- New York/Vereinigte Staaten: Ein von den USA und Großbritannien eingebrachter Resolutionsentwurf zur Zukunft des Irak, der eine UN-Friedensmission mit einem Truppenkontingent unter US-Führung vorsieht, wird mehrheitlich (u. a. mit den Stimmen Russlands, Frankreichs und Deutschlands) zurückgewiesen, sodass über den Text einer Irak-Resolution erneut verhandelt werden muss.
- Stockholm/Schweden: Der Amerikaner Paul Christian Lauterbur und der Brite Peter Mansfield werden den diesjährigen Nobelpreis für Physiologie oder Medizin für ihre Arbeiten zur Magnetresonanztomographie erhalten.[5]

### Dienstag, 7. Oktober 2003
- Ankara/Türkei: Das türkische Parlament stimmt mehrheitlich für die Entsendung türkischer Truppen in den Irak, um dort zur Friedenssicherung eingesetzt zu werden. Später zieht die Türkei angesichts der andauernden angespannten Sicherheitslage ihr Angebot zurück.
- Sacramento/Vereinigte Staaten: In Kalifornien endet eine Volksabstimmung mit dem Ergebnis, dass Gouverneur Gray Davis des Amtes enthoben wird. Die kalifornischen Wahlberechtigten können für den Fall der Abwahl zugleich für einen neuen Gouverneur abstimmen. Der republikanische Kandidat Arnold Schwarzenegger gewinnt die Wahl vor Cruz Bustamante von der Demokratischen Partei. Im deutschsprachigen Raum sorgt der Erfolg des gebürtigen Österreichers Schwarzenegger für großes Medienecho.
- Stockholm/Schweden: Der Nobelpreis für Physik wird in diesem Jahr an die Russen Alexei Abrikossow und Witali Ginsburg sowie den Briten Anthony J. Leggett für ihre Arbeiten im Bereich der Supraleiter und der Supraflüssigkeiten verliehen werden.[6]

### Mittwoch, 8. Oktober 2003
- Stockholm/Schweden: Das Nobelpreis-Komitee gibt bekannt, dass der Chemie-Nobelpreis des Jahres 2003 an die Amerikaner Peter Agre und Roderick MacKinnon gehen wird. Sie erhalten ihn für ihre Forschung an Aquaporinen, diese Proteine gewährleisten in den Zellmembranen den Stofftransport. Der Amerikaner Robert F. Engle und der Brite Clive W. J. Granger werden in diesem Jahr für die Schaffung neuer analytischer Methoden den Alfred-Nobel-Gedächtnispreis für Wirtschaftswissenschaften erhalten.[7][8]

### Donnerstag, 9. Oktober 2003
- Afghanistan: Bei Kämpfen zwischen den Truppen des usbekischen Generals Abdul Raschid Dostum und des tadschikischen Kriegsherrn Atta Mohammad Noor sind in Afghanistan 70 Menschen gestorben. Inzwischen wurde durch den afghanischen Innenminister Ali Ahmad Dschalali und dem britischen Botschafter Ron Nash ein Waffenstillstand zwischen den beiden Warlords ausgehandelt.
- Bagdad/Irak: Im überwiegend von Schiiten bewohnten Stadtteil Sadr City werden Angehörige der Streitkräfte der Vereinigten Staaten in einen Hinterhalt gelockt. Zwei von ihnen werden getötet, vier verwundet. Bei einer Attacke auf eine Polizeistation in Sadr City sterben zehn Menschen. Am gleichen Tag wird in Bagdad zudem ein spanischer Diplomat ermordet.[9]
- Indonesien: In Indonesien kamen über 54 Schülerinnen bei einem Busunglück ums Leben.
- Rafah/Palästinensische Autonomiegebiete: Die israelische Armee ist mit Unterstützung durch Hubschrauber und Panzer in das palästinensische Flüchtlingslager Rafah im Gaza-Streifen eingedrungen. Mindestens 3 Menschen wurden getötet, 24 weitere verletzt. Die Armee wollte nach eigenen Angaben Tunnel zum Waffenschmuggel vernichten.

### Freitag, 10. Oktober 2003
- Irak: Bei einem Bombenanschlag auf einen Bus werden zwei Mitarbeiter eines Ölunternehmens getötet und vier weitere werden verletzt.
- Japan: Der japanische Premierminister Junichiro Koizumi löst das Parlament auf und setzt Neuwahlen für den 9. November an. Er erhofft sich durch die Neuwahlen eine Stärkung seiner Partei.
- Sydney/Australien: Die fünfte Rugby-Union-Weltmeisterschaft beginnt.
- Magdeburg/Deutschland: Bei Magdeburg wird eine Kanalbrücke über die Elbe eingeweiht, um direkte Schifffahrt zwischen Mittelland- und Elbe-Havel-Kanal zu ermöglichen. Das Wasserbauprojekt wurde bereits in den 1930er Jahren geplant, doch die Verwirklichung wurde wegen Ressourcenknappheit im Zweiten Weltkrieg 1942 eingestellt.
- Oslo/Norwegen: Die iranische Anwältin Schirin Ebadi wird in diesem Jahr den Friedensnobelpreis erhalten und die erste Muslima in der Liste der Preisträger sein. Das norwegische Komitee würdigt ihren Einsatz für Demokratie und Menschenrechte.[10]
- Türkei: Die türkische Armee veranstaltet eine Offensive gegen die kurdische Arbeiterpartei und deren bewaffnete Kämpfer. Dabei werden mindestens vier Kurden getötet.

### Samstag, 11. Oktober 2003
- Hamburg/Deutschland: Nach Angaben der Zeitschrift Der Spiegel ist Israel bereit, gegen iranische Atomanlagen militärische Schläge auszuführen.

### Sonntag, 12. Oktober 2003

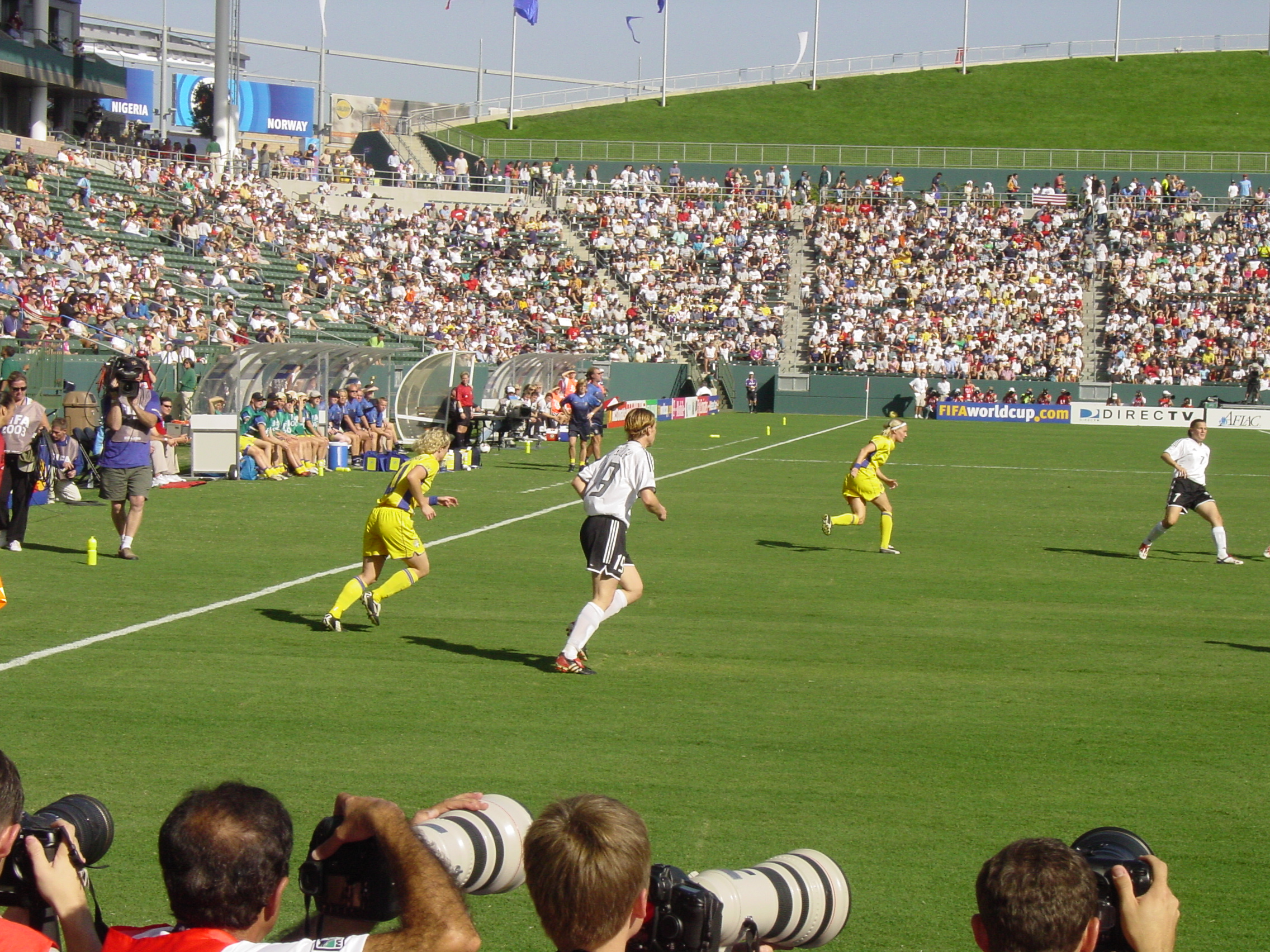
Szene aus dem Frauen-WM-Finale

- Carson/Vereinigte Staaten: Die deutsche Fußballnationalmannschaft der Frauen wird bei der 4. Weltmeisterschaft durch ein Golden Goal von Nia Künzer im Finale gegen Schweden zum ersten Mal Weltmeister.[11][12]
- Frankfurt am Main/Deutschland: Die amerikanische Publizistin Susan Sontag empfängt den Friedenspreis des deutschen Buchhandels und unterstreicht anschließend die Bedeutung der europäischen und deutschen Literatur in ihrem Leben, dabei hebt sie den Zauberberg von Thomas Mann hervor. Sie berichtet auch von Alpträumen im Kindesalter, in denen nationalsozialistische Kriegsgefangene ausbrachen und versuchten, sie zu ermorden.[13]
- Suzuka/Japan: Michael Schumacher gewinnt die Formel-1-Weltmeisterschaft mit dem achten Platz. Sieger des Rennens wird Rubens Barrichello, der damit für Ferrari entscheidende Punkte in der Konstrukteurswertung gewinnt. Während des Rennens ist Schumacher in zwei Unfälle verwickelt.

### Montag, 13. Oktober 2003
- Frankfurt am Main/Deutschland: Die Frankfurter Buchmesse mit 6.600 Ausstellern aus mehr als 100 Ländern geht mit 280.000 Besuchern in sechs Tagen und damit 8,7 % mehr Besuchern als im Vorjahr mit einem neuen Rekord zu Ende.

### Dienstag, 14. Oktober 2003
- Monrovia/Liberia: Gyude Bryant wird als Übergangspräsident Liberias vereidigt. Damit verbinden sich Hoffnungen auf ein Ende der Auseinandersetzungen im Land, nachdem im August der frühere Machthaber Charles Taylor zurücktrat, worauf sein Stellvertreter Moses Blah das Präsidentenamt übernahm.
- Teheran/Iran: Schirin Ebadi, die diesjährige Trägerin des Friedensnobelpreises, trifft aus Paris kommend in Teheran ein und wird von mehreren tausend Iranern auf dem Flughafen begeistert empfangen.
- Washington, D.C./Vereinigte Staaten: Deutschland und die Vereinigten Staaten unterzeichnen in Washington ein Rechtshilfe-Abkommen. Beide Seiten können künftig Beweismittel beschlagnahmen, Zeugen verhören, Urkunden austauschen und nach gesuchten Personen fahnden, jedoch darf aus der Bundesrepublik stammendes Beweismaterial in den USA nicht zur Verhängung der Todesstrafe benutzt werden.

### Mittwoch, 15. Oktober 2003

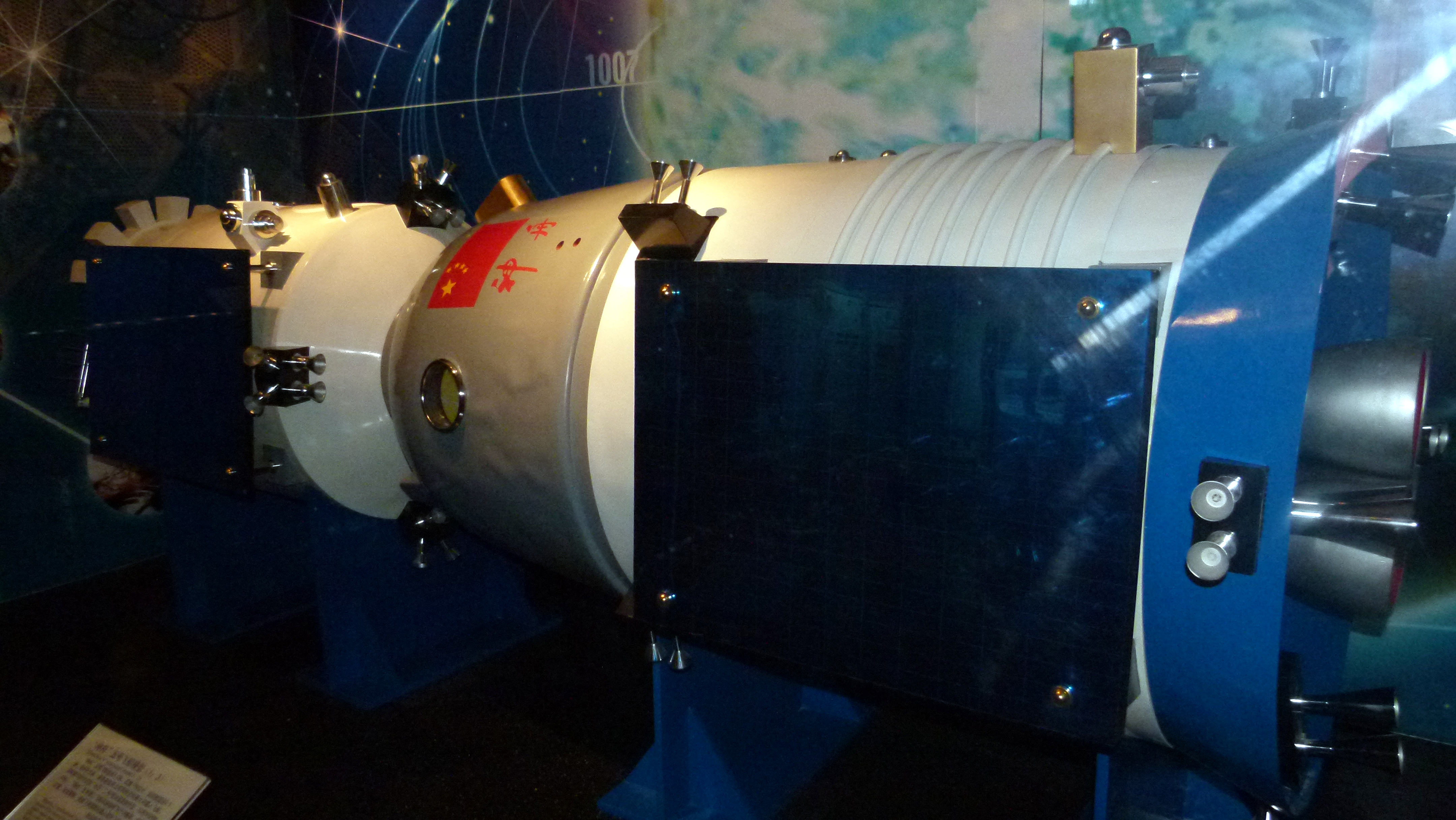
Raumschiff Shenzhou 5 (Modell 1:3)

- Aserbaidschan: In Aserbaidschan siegt nach ersten Wahlergebnissen mit İlham Əliyev der Sohn des bisherigen Präsidenten. Die Opposition spricht von Wahlbetrug und internationale Wahlbeobachter berichteten von Unregelmäßigkeiten.
- China: Die Volksrepublik schafft es als dritte Nation, eine bemannte Rakete erfolgreich ins All zu bringen. Gegen 9.00 Uhr Ortszeit hebt die Trägerrakete mit dem Raumschiff Shenzhou 5 – und dem ersten Taikonauten Yang Liwei darin – von ihrem Startplatz in der Wüste Gobi ab. Seit Beginn der bemannten Raumfahrt 1961 führten nur die Sowjetunion und nachfolgend Russland sowie die Vereinigten Staaten bemannte Missionen durch.
- Gaza/Palästinensische Autonomiegebiete: Bei einem Raketenangriff auf einen Konvoi von US-Diplomatenfahrzeugen sterben drei Personen. US-Außenminister Colin Powell fordert den palästinensischen Regierungschef Qurai auf, gegen den Terrorismus vorzugehen.

### Donnerstag, 16. Oktober 2003
- Berlin/Deutschland: Eine Kommission soll bis Ende 2004 Vorschläge für eine Reform des Föderalismussystems in der Bundesrepublik Deutschland erarbeiten.
- China: Yang Liwei, der erste Taikonaut, landet am Morgen wohlbehalten auf dem Boden der Erde.
- New York/Vereinigte Staaten: Der UN-Sicherheitsrat beschließt einstimmig die Resolution 1511, in der erklärt wird, dass die Souveränität im Irak „so bald wie möglich“ an eine eigene irakische Regierung übertragen werden solle. Die Staaten der Welt werden aufgerufen, beim Wiederaufbau Iraks mitzuwirken, wobei die Sicherheit zunächst durch die US-geführten Koalitionstruppen zu gewährleisten sei. Überraschenderweise billigte auch Syrien den Beschluss.
- New York/Vereinigte Staaten: Die Fähre von Manhattan nach Staten Island rammt eine Kaimauer. Zehn Menschen kommen ums Leben.
- Oberursel/Deutschland: Die Fluggesellschaft Aero Lloyd musste Insolvenz anmelden und stellte den Flugbetrieb ein, Tausende Passagiere saßen auf den Flughäfen fest.
- Vatikanstadt: Papst Johannes Paul II. feiert als 83-Jähriger sein „silbernes Pontifikats-Jubiläum“ zusammen mit mehr als einhunderttausend Gläubigen mit einer Messe auf dem Petersplatz. Er ruft zum Kampf gegen Armut, Ungerechtigkeit und Krieg auf.

### Freitag, 17. Oktober 2003
- Bangkok/Thailand: Bei einem Dinner vor Beginn des Treffens der Staats- und Regierungschefs der Asiatisch-Pazifischen Wirtschaftsgemeinschaft erörtern u. a. Chinas Präsident Hu Jintao, der japanische Premierminister Jun’ichirō Koizumi und US-Präsident George Bush Maßnahmen zur Abwehr des globalen Terrorismus.[14]
- Belgien/Brüssel: Auf dem zweitägigen EU-Gipfeltreffen lässt sich Bundeskanzler Gerhard Schröder vom französischen Präsidenten Jacques Chirac vertreten, um an einer Debatte im Deutschen Bundestag teilnehmen zu können.

### Samstag, 18. Oktober 2003
- Kailua-Kona/Vereinigte Staaten: Der Ironman Hawaii endet mit Siegen der Kanadier Lori Bowden bei den Frauen und Peter Reid bei den Herren.[15][16]
- La Paz/Bolivien: Das bolivianische Parlament wählte den 50-Jährigen Historiker und Medienunternehmer Carlos Mesa zum neuen Präsidenten. Sein Vorgänger, Gonzalo Sánchez de Lozada bot zuvor wegen wochenlangen Proteste gegen seine Wirtschaftspolitik seinen Rücktritt an. Carlos Mesa kündigte eine Volksabstimmung über den geplanten Erdgas-Export und Neuwahlen noch vor dem regulären Termin 2007 an.
- Madrid/Spanien: Der spanische Schriftsteller Manuel Vázquez Montalbán starb 64-jährig auf einem Flughafen in Bangkok. Montalban gehörte zu den Gegnern der Franco-Diktatur und wurde International bekannt allem mit seinen Kriminal-Romanen über den Privatdetektiv Pepe Carvalho.

### Sonntag, 19. Oktober 2003
- Bern/Schweiz: 4,7 Millionen Schweizer sind zur Wahl eines neuen Nationalrats aufgerufen. Die rechtskonservative Schweizerische Volkspartei mit ihrem Spitzenkandidaten Christoph Blocher steigert sich um elf Mandate und stellt künftig 55 der 200 Abgeordneten. Die Sozialdemokratische Partei der Schweiz und die Grünen gewinnen ebenfalls Mandate hinzu. Im Ständerat löst die CVP die FDP als mitgliederstärkste Fraktion ab.[17]
- Vatikanstadt: Papst Johannes Paul II. spricht die Ordensschwester Mutter Teresa von Kalkutta selig.

### Montag, 20. Oktober 2003
- Washington, D.C./Vereinigte Staaten: Das amerikanische Etat-Defizit hat in diesem Jahr ein Rekordhoch von gut 374 Milliarden Dollar erreicht, das sind pro Kopf eine Neuverschuldung der USA auf Bundesebene von 1345 Dollar. Neben der schwachen Wirtschaftslage seien vor allem die Ausgaben für den Irak-Krieg und Steuersenkungen Grund für diesen Anstieg.

### Dienstag, 21. Oktober 2003

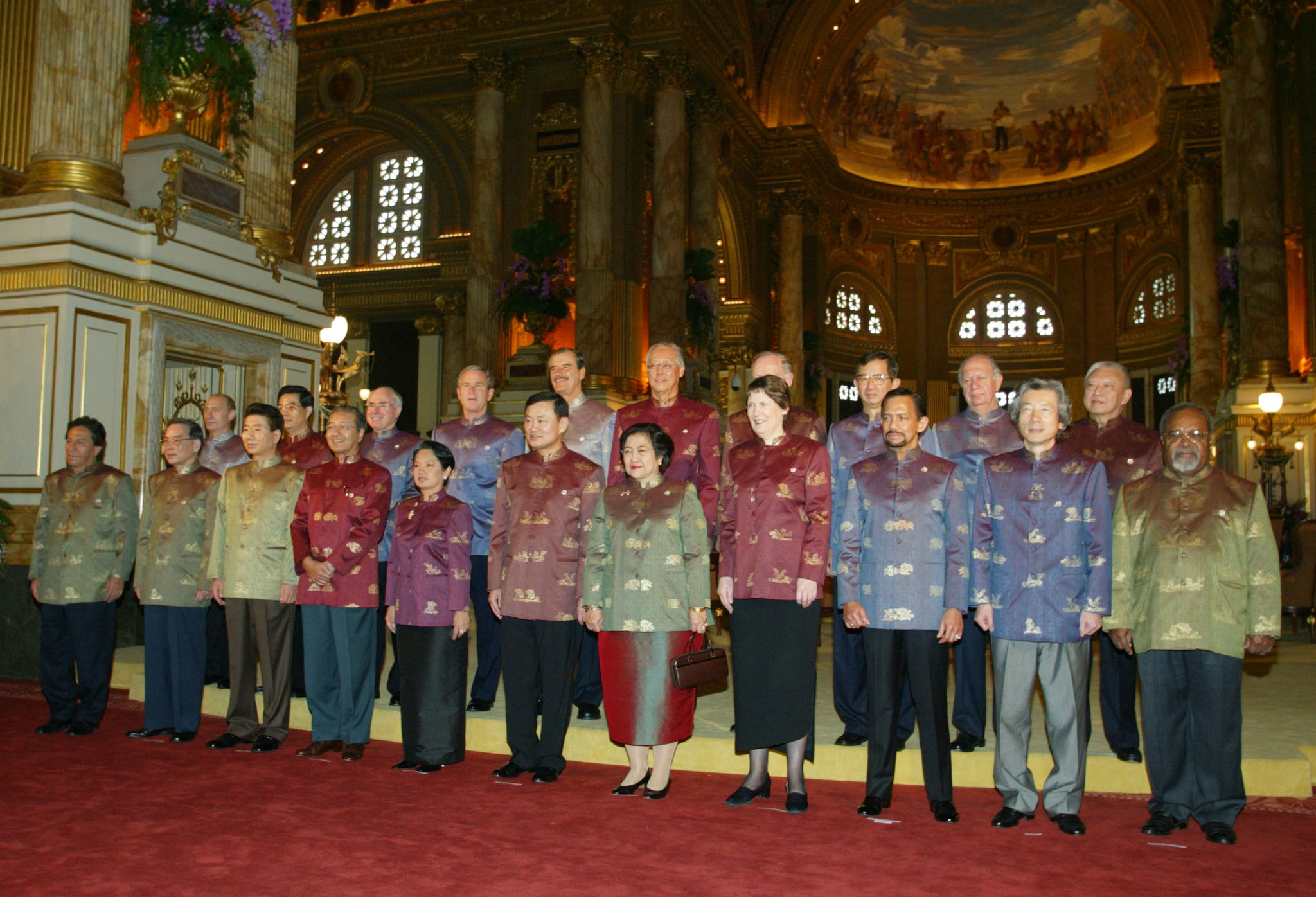
APEC-Gipfel 2003

- Bangkok/Thailand: Auf dem 15. Gipfel der Asiatisch-Pazifischen Wirtschaftsgemeinschaft APEC steht die Infektionskrankheit SARS im Mittelpunkt. Die Teilnehmer versichern einander bessere Zusammenarbeit in Gesundheitsfragen.[18]
- Berlin/Deutschland: Die sechs führenden deutschen Wirtschaftsforschungsinstitute legen ihr Herbstgutachten vor. Sie rechnen für 2004 mit einem moderaten Wirtschaftswachstum von 1,7 %, nach einer Stagnation im Jahr 2003. Im kommenden Jahr werde es erneut eine Verfehlung der Neuverschuldungsgrenze nach Maastrichter Kriterien geben, statt der erlaubten 3 % vom Bruttoinlandsprodukt rechnen die Gutachter mit 3,5 %. Die Arbeitslosenzahl werde von 4,4 Millionen auf 4,45 Millionen steigen.
- Österreich: Infrastrukturminister Hubert Gorbach wird als neuer Vizekanzler angelobt. Er löst Sozialminister Herbert Haupt in dieser Funktion ab.
- Sahelzone: Aus Mauretanien, Niger und Sudan werden Heuschreckenschwärme gemeldet; eine Ausweitung auf weite Teile Nordafrikas wird befürchtet.

### Mittwoch, 22. Oktober 2003
- Deutschland: Das Mauterhebungsunternehmen Toll Collect hat der Veröffentlichung des Vertrags mit dem Verkehrsministerium zugestimmt.
- Israel, Palästinensische Autonomiegebiete: Trotz des Votums der UN-Generalversammlung, die den Bau der israelischen Sperranlagen mit 144 gegen 4 Stimmen verurteilt hat, will Israel den umstrittenen Grenzzaun, der weitgehend jenseits der Grünen Linie auf dem Territorium der West Bank verläuft, weiter ausbauen.
- Vereinigte Staaten: Die Preispolitik des US-Konzerns Halliburton gerät in die Kritik des USA-Kongresses. Halliburton verkauft im Irak Benzin teurer als in den USA, für 1,59 Dollar/Gallone. Ein irakisches Unternehmen will Benzin für 98 Cent/Gallone anbieten können. Bei Nachforschungen wurde bekannt, dass die Gelder für Benzin teilweise aus dem UN-Fonds „Öl für Lebensmittel“ kommt.
- Wien/Österreich: Der Nationalrat lehnt den Antrag auf einen Untersuchungsausschuss zum Aktienbesitz von Finanzminister Karl-Heinz Grasser ab. Der Finanzminister wird kritisiert, seinen Aktienbesitz nicht ordnungsgemäß dem Unvereinbarkeits-Ausschuss gemeldet zu haben.
- Laut einer Studie des Sunshine-Projects sind ethnische Waffen möglich. Dies wären biologische Waffen, die nur bestimmte Völker aufgrund ihrer genetischen Disposition treffen.

### Donnerstag, 23. Oktober 2003
- Deutschland: Laut einem Bericht der Fernsehsendung Panorama haben die Schatzmeister der bayerischen FDP und CSU illegale Spendenangebote von als Bauunternehmern getarnten Journalisten angenommen. Diese traten mit der Bitte an die Parteien heran, Spenden über 30.000 € anonym zu platzieren. Die Schatzmeister empfohlen die Stückelung der Spende und die Verteilung auf Frau und Kinder als Spender. Grüne und SPD lehnten die gleichen Angebote als illegal ab.
- Russland: In einer Kohlegrube im Süden Russlands kam es zu einem Unglück. Nach einem Wassereinbruch und anschließendem Stromausfall wurden 46 Bergleute des Bergwerks Schachty in der Region Rostow am Don in 800 m Tiefe eingeschlossen.
- Wien/Österreich: Das Parlament verabschiedet mit der Mehrheit der Regierungskoalition ein neues Asylgesetz. Opposition und Menschenrechtler kritisieren das Gesetz, welches die Rechte der Asylbewerber deutlich einschränkt.

### Freitag, 24. Oktober 2003
- London/Vereinigtes Königreich: Die Fluggesellschaft British Airways absolviert den letzten regulären Flug einer Concorde, deren Ära nach drei Jahrzehnten damit zu Ende geht. Auslöser für die Außerdienststellung war ein Absturz im Juli 2000 unweit von Paris.
- Washington, D.C./Vereinigte Staaten: Ein Komitee des US-Senats erhebt schwere Vorwürfe gegen die CIA, die im Vorfeld der Irak-Invasion mangelhafte Aufklärungsarbeit geleistet habe.

### Samstag, 25. Oktober 2003
- Afghanistan: Im Osten Afghanistans werden bei einem Überfall zwei CIA-Agenten getötet.
- Darmstadt/Deutschland: Der Deutsche Alexander Kluge erhält den Georg-Büchner-Preis der Deutschen Akademie für Sprache und Dichtung. Die Laudatio spricht der Literaturhistoriker und Mäzen Jan Philipp Reemtsma.[19]
- Irak: Bei Tikrit wurde ein Hubschrauber der US-Truppen beschossen. Dieser musste notlanden und ging anschließend in Flammen auf. In der Region Kirkuk wurde auf einen mit 50 kurdischen Taekwondoka besetzten Bus ein Anschlag verübt. 11 der Sportler wurden verletzt, 3 davon schwer. Sie waren zu einem Turnier nach Bagdad unterwegs. Die US-Armee erklärte, dass Guerilla-Kämpfer bei Falludscha 3 Zivilisten und 2 weitere verletzt haben sollen. Ein Überlebender gibt der US-Armee die Schuld an diesem Angriff. 5 US-Soldaten wurden in Chaldija im Westen Bagdads verwundet, 2 weitere in Baquba. Im südirakischen Basra wurde bei einem Angriff ein britischer Soldat leicht verletzt.
- Moskau/Russland: Der zu den russischen Oligarchen zählende Michail Chodorkowski wird unter dem Vorwurf der Steuerhinterziehung festgenommen.
- Naher Osten: Die israelische Armee hat in El Sahara im Gaza-Streifen 3 leerstehende Hochhäuser und eine Polizeistation gesprengt, die als Beobachtungsposten bzw. Versteck für einen Anschlag in der jüdischen Siedlung Nezarim gedient haben sollen. Bei der jüdischen Siedlung Gusch Katif im Gaza-Streifen wurde ein Palästinenser erschossen, der ein Sturmgewehr bei sich hatte. In Jerusalem in Israel demonstrierten währenddessen 2000 Israelis für den Frieden und gegen Ariel Scharon. Weiterhin drohte Syrien Israel mit einem Angriff auf Siedlungen auf den Golan-Höhen, falls es zu einem weiteren Angriff auf syrisches Gebiet kommen sollte.
- Nordkorea: Ein Sprecher des nordkoreanischen Außenministeriums hat angedeutet, dass eine schriftliche Sicherheitsgarantie der USA im Atomstreit akzeptiert werden könnte. Bisher hat Nordkorea einen Nichtangriffspakt gefordert, den die USA ablehnen.
- Russland: 33 der 46 Bergleute, die am Donnerstag in einem Bergwerk eingeschlossen wurden, konnten befreit werden. Die 13 anderen Vermissten scheinen ebenfalls noch am Leben zu sein.
- Washington, D.C./Vereinigte Staaten: Etwa 20.000 Menschen demonstrierten in Washington gegen die Irak-Politik von Präsident George W. Bush.

### Sonntag, 26. Oktober 2003
- Bagdad/Irak: Das El-Raschid Hotel in Bagdad wurde von mehreren Raketen getroffen. Dort wohnen vornehmlich amerikanische Soldaten, momentan auch US-Vizeverteidigungsminister Paul Wolfowitz. Ein Amerikaner wurde getötet, 15 Menschen wurden verletzt.
- Brandenburg/Deutschland: Bei den Kommunalwahlen in Brandenburg erleidet die SPD schwere Verluste. Gleichzeitig mit den Wahlen tritt die landesweite Kommunalreform in Kraft. Die Zahl der Gemeinden verringert sich von ehemals 1.479 auf 422.
- China: Im Nordwesten der Volksrepublik wurden bei zwei Erdbeben 8 Menschen getötet. Tausende wurden bei Frost obdachlos.
- Kalifornien/Vereinigte Staaten: Den ausgedehnten Waldbränden in Kalifornien sind nach Behördenangaben 13 Menschen zum Opfer gefallen.

### Montag, 27. Oktober 2003
- Bagdad/Irak: Eine Serie von Anschlägen erschütterte die irakische Hauptstadt Bagdad. 2 Autobomben trafen Gebäude des Internationalen Komitees vom Roten Kreuz. Das irakische Industrieministerium und ein Polizeistation waren weitere Ziele. Bei den Anschlägen wurden 43 Menschen getötet und über 200 verletzt.
- Nigeria: Geistliche Führer haben die Polio-Impfungen in Nigeria gestoppt. Sie wollen Gerüchte über eine Verseuchung des Impfstoffes prüfen. Die Weltgesundheitsorganisation hat Nigeria zum Zentrum ihrer Polio-Kampagne gemacht, da dort eine Ausbreitung droht.

### Dienstag, 28. Oktober 2003
- Deutschland: Arbeitgeberpräsident Hundt hat die Union vor einer Blockade der Steuerreform im Bundesrat gewarnt. Auch Chefs mehrerer großer deutscher Wirtschaftsunternehmen haben die CDU zur Zustimmung aufgefordert.
- Deutschland: Die Bundesregierung gibt das 1995 formulierte Ziel auf, den CO2-Ausstoß bis 2005 um 25 % gegenüber 1990 zu senken. Stattdessen gilt das international vereinbarte Ziel von 21 % Senkung bis 2012.
- Falludscha/Irak: Bei einem Anschlag auf eine Polizeistation wurden 6 Menschen, darunter auch Schüler einer benachbarten Schule, getötet.

### Mittwoch, 29. Oktober 2003
- London/Vereinigtes Königreich: Iain Duncan Smith, Chef der Conservative Party, verliert durch ein Misstrauensvotum die Unterstützung seiner Partei und tritt zurück. Als wahrscheinlichster Nachfolgekandidat gilt Michael Howard.[20]
- Russland: Nach sechs Tagen wurden weitere elf verschüttete Bergleute lebend aus dem Bergwerk bei Rostow gerettet. Ein Bergmann konnte nur noch tot geborgen werden. Eine weitere Person wurde anfänglich noch vermisst.

### Donnerstag, 30. Oktober 2003
- Russland: Das russische Verfassungsgericht hat ein Gesetz gestoppt, nach dem Journalisten im Wahlkampf auf Kritik an Kandidaten hätten verzichten müssen.
- Washington, D.C./Vereinigte Staaten: Der Senat der USA hat eine Gesetzesvorlage abgelehnt, die Betriebe gezwungen hätte, den Ausstoß von Treibhausgasen bis 2010 auf das Niveau von 2000 zurückzufahren.

### Freitag, 31. Oktober 2003
- Kuala Lumpur/Malaysia: Nach 22 Jahren Regierung erklärt der malaysische Premierminister Mahathir bin Mohamad seinen Rücktritt.
- Irak: In Falludscha ereignet sich eine starke Bombenexplosion. In Chaldija wird bei einem Angriff ein US-Soldat getötet und vier weitere werden verletzt. In der Nähe des US-Hauptquartiers in Bagdad werden zwei Explosionen registriert.

## Weblinks

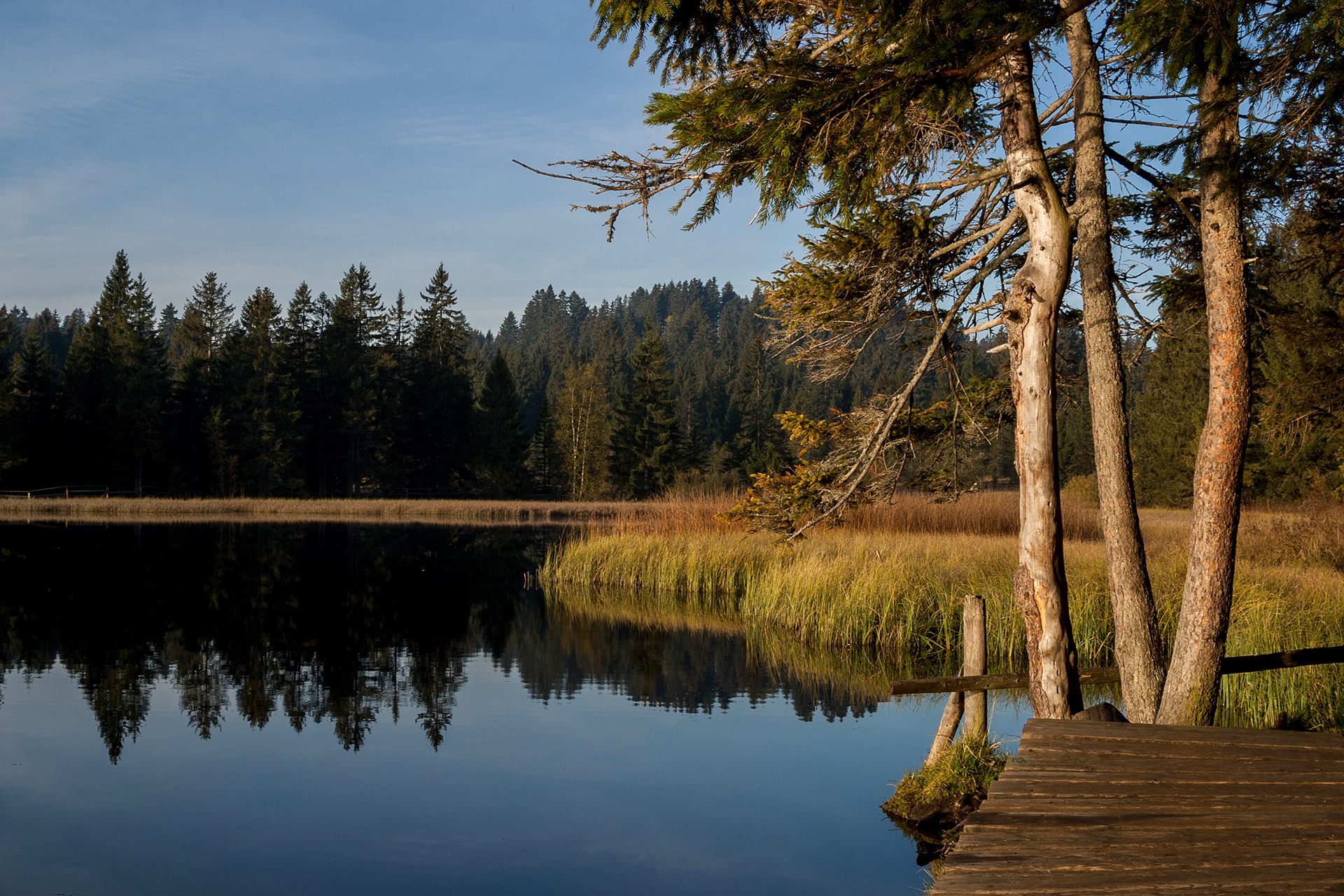
Kanton Jura im Oktober 2003